# National Institute for Health and Care Excellence
Il National Institute for Health and Care Excellence - NICE (Istituto Nazionale per la Salute e l'Eccellenza nella Cura) è un organismo non dipartimentale che fa capo al Ministero della Salute nel Regno Unito. È nato come Istituto Nazionale per l'Eccellenza Clinica (National Institute for Clinical Excellence) nel 1999 e dal 1 aprile 2005 si è fuso con l'Health Development Agency, prendendo il nome di National Institute for Health and Clinical Excellence. Con la riforma sanitaria del 2012 gli sono state attribuite ulteriori funzioni di carattere assistenziale diventando un Executive Non-Departmental Public Body (ENDPB). L'ente è attualmente utilizzato dal sistema sanitario di Inghilterra e Galles.
Si occupa dell'analisi della letteratura in campo medico e tecnologico biomedico, con particolare interesse per la valutazione del rapporto costo/efficacia. Il NICE pubblica Linee Guida in quattro campi: tecnologia della salute (farmaci e procedure terapeutiche), pratica clinica (appropriatezza del trattamento delle persone con specifiche patologie), prevenzione delle malattie e medicina del lavoro, servizi sanitari e sociali.
Il Nice ha acquisito una elevata autorevolezza in campo internazionale, anche come modello per lo sviluppo di Linee Guida cliniche.